# HMS Gipsy (H63)
«Джипсі» (H63) (англ. HMS Gipsy (H63) — військовий корабель, ескадрений міноносець типу «G» Королівського військово-морського флоту Великої Британії за часів Другої світової війни.
«Джипсі» був закладений 4 вересня 1934 року на верфі компанії Fairfield Shipbuilding and Engineering Company в Глазго. 7 листопада 1935 року він був спущений на воду, а 22 лютого 1936 року увійшов до складу Королівських ВМС Великої Британії.
Есмінець короткий термін брав участь у бойових діях на морі в Другій світовій війні, спочатку на Середземному морі у складі британського флоту, згодом поблизу берегів Англії, де загинув унаслідок підриву на морській міні.
За проявлену мужність та стійкість у боях нагороджений бойовою відзнакою.

## Історія
На початок Другої світової війни «Джипсі» входив до сил 1-ї флотилії есмінців, котра, базуючись на Александрію, патрулювала східне Середземномор'я. У жовтні 1939 року флотилію перевели до Плімута, де підпорядкували Командуванню Західних підходів.
12 листопада внаслідок зіткнення з «сістер-шипом» «Грейхаунд», есмінець «Джипсі» зазнав пошкоджень.
21 листопада 1939 року корабель разом з есмінцями «Гріффін», «Кейт», «Боудісіа», «Бурза» та «Гром» здійснювали протичовнове патрулювання у Північному морі. При поверненні на базу «Джипсі» наразився поблизу Гариджу на одну з магнітних морських мін, яку за дві години до цього скинули німецькі гідролітаки. В результаті вибуху корабель переломився майже навпіл. Загинуло 30 членів екіпажу разом з капітаном корабля, 115 осіб були врятовані іншими есмінцями та береговою службою порятунку.